# 陸鉞巌
陸 鉞巌（りく えつがん、1855年3月25日 - 1937年2月24日）は、日本の僧侶。名古屋市円通寺第28世、両本山布教師、曹洞宗大学林総監などを歴任。別名、鉞巌沙門。号は仙雄。

## 来歴
安政2年2月8日、尾張国名古屋生まれ。1886年（明治19年）曹洞宗大学林（現: 駒澤大学）卒業。研究生に特選され、1887年から1890年まで哲学館に在学。1885年（明治18年）9月、曹洞宗大学林寮監。明治23年11月より曹洞宗東京中学林教授。曹洞宗台湾布教師。1900年（明治33年）9月、曹洞宗大学林総監。
著書に「修道用心偈六百首布皷」「正法眼蔵布皷」「永平正法眼蔵知津布皷」など。

## 著書
- 「国会図書館サーチ>陸鉞巌」